# Sri Mariamman Temple (Singapur)

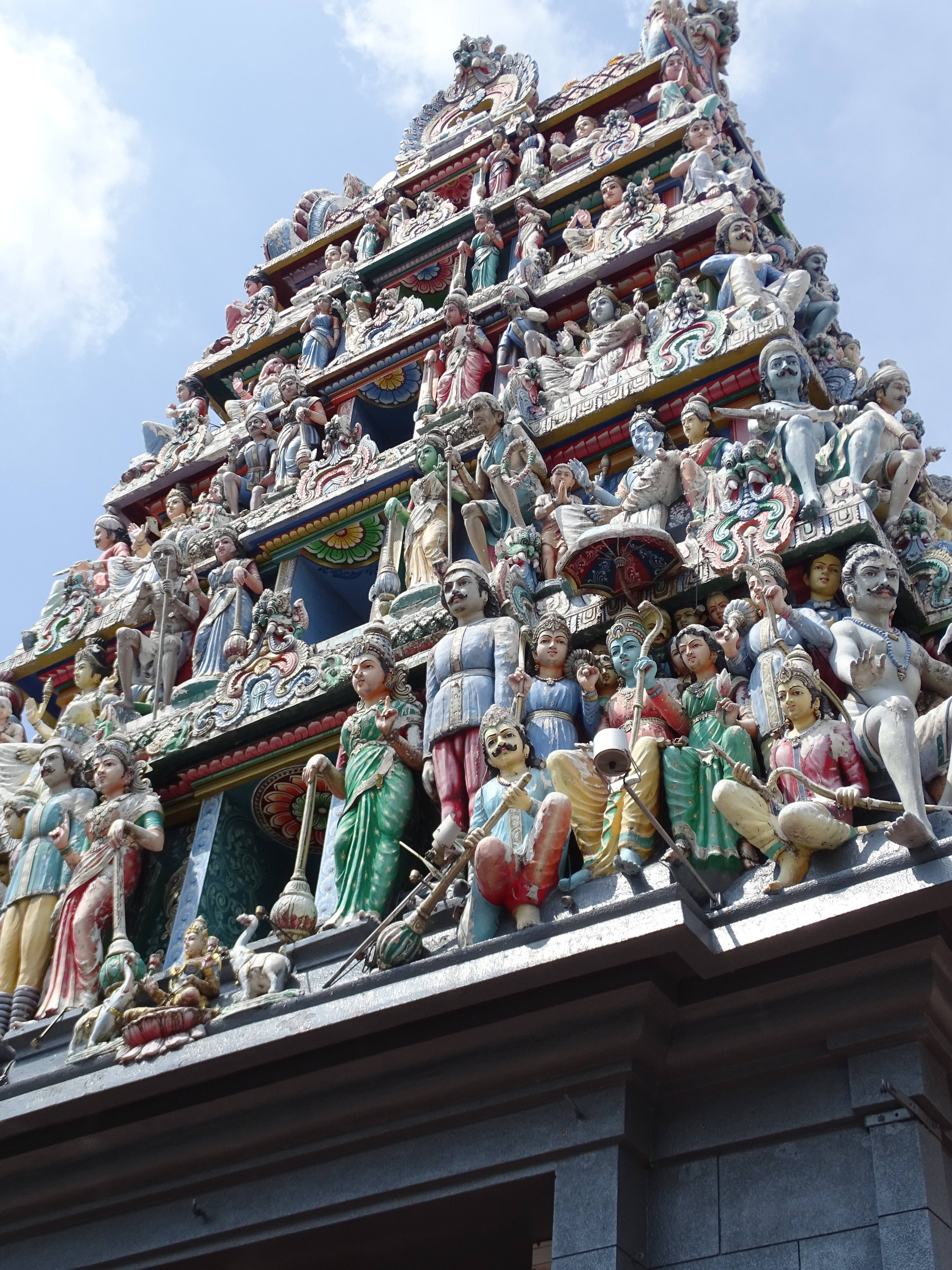
Dnešní gopura chrámu Sri Mariamman 2017/2018

Chrám Sri Mariamman Temple (tamilsky: ஸ்ரீ மாரியம்மன் கலில், což znamená Mariamman Kovil v Singapuru, který byl postaven 1827 v dravidském stylu, je nejstarším hinduistickým chrámem ve městě. Byl zasvěcen Mariyamman (také Mariamman), bohyni matek, ctěné na jihu Indie a na severu Srí Lanky.
Chrám se nachází v centru Singapuru v tamější čínské čtvrti na South Bridge Road mezi Pagoda Street a Temple Street. Slouží jako modlitební dům pro většinu Tamilů a příslušníků hinduistické populace ve městě. Z důvodu svého historického a architektonického významu byl chrám 6. července 1973 vyhlášen národní památkou.

## Historie

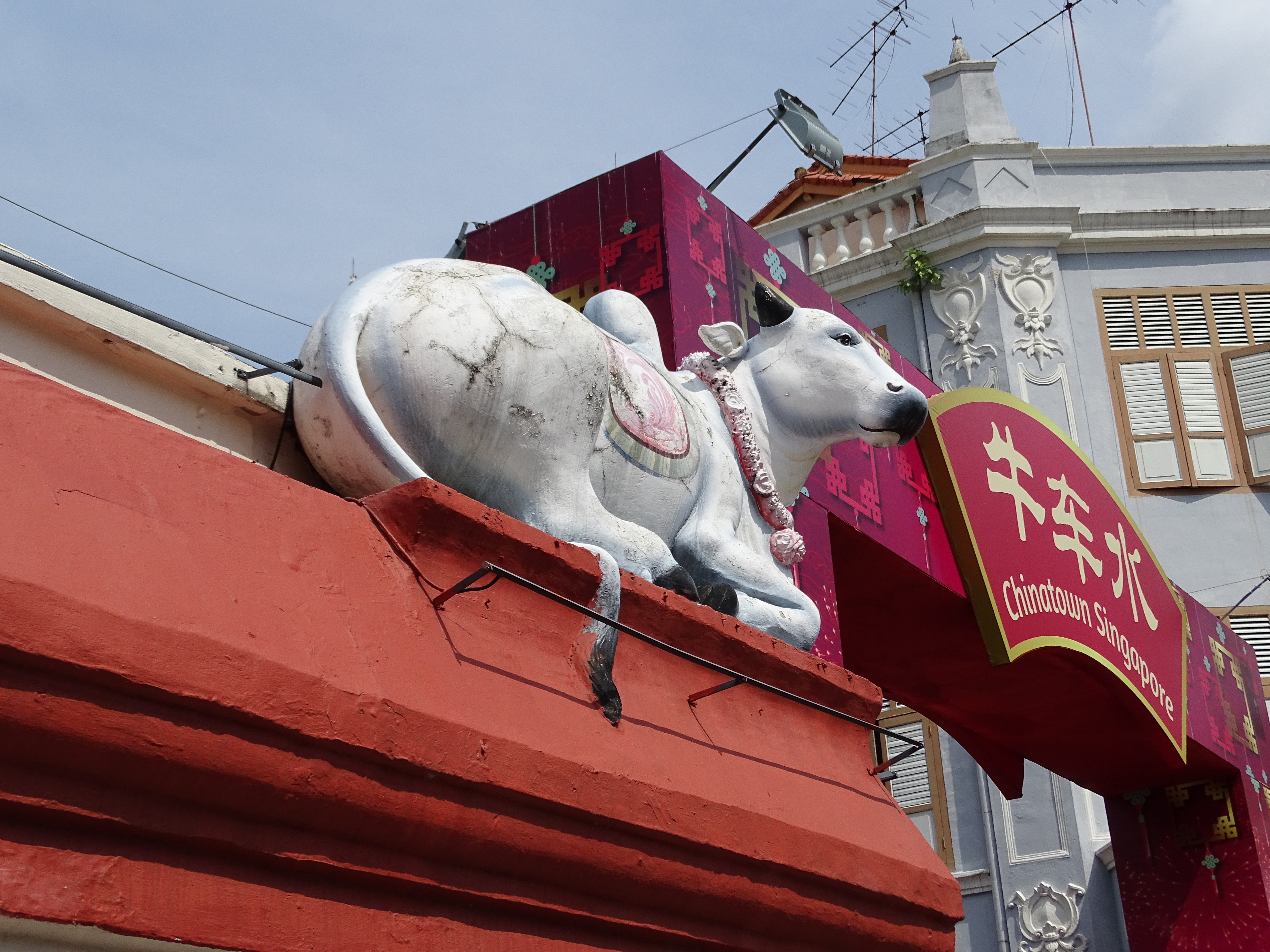
Chrám Sri Mariamman, detail

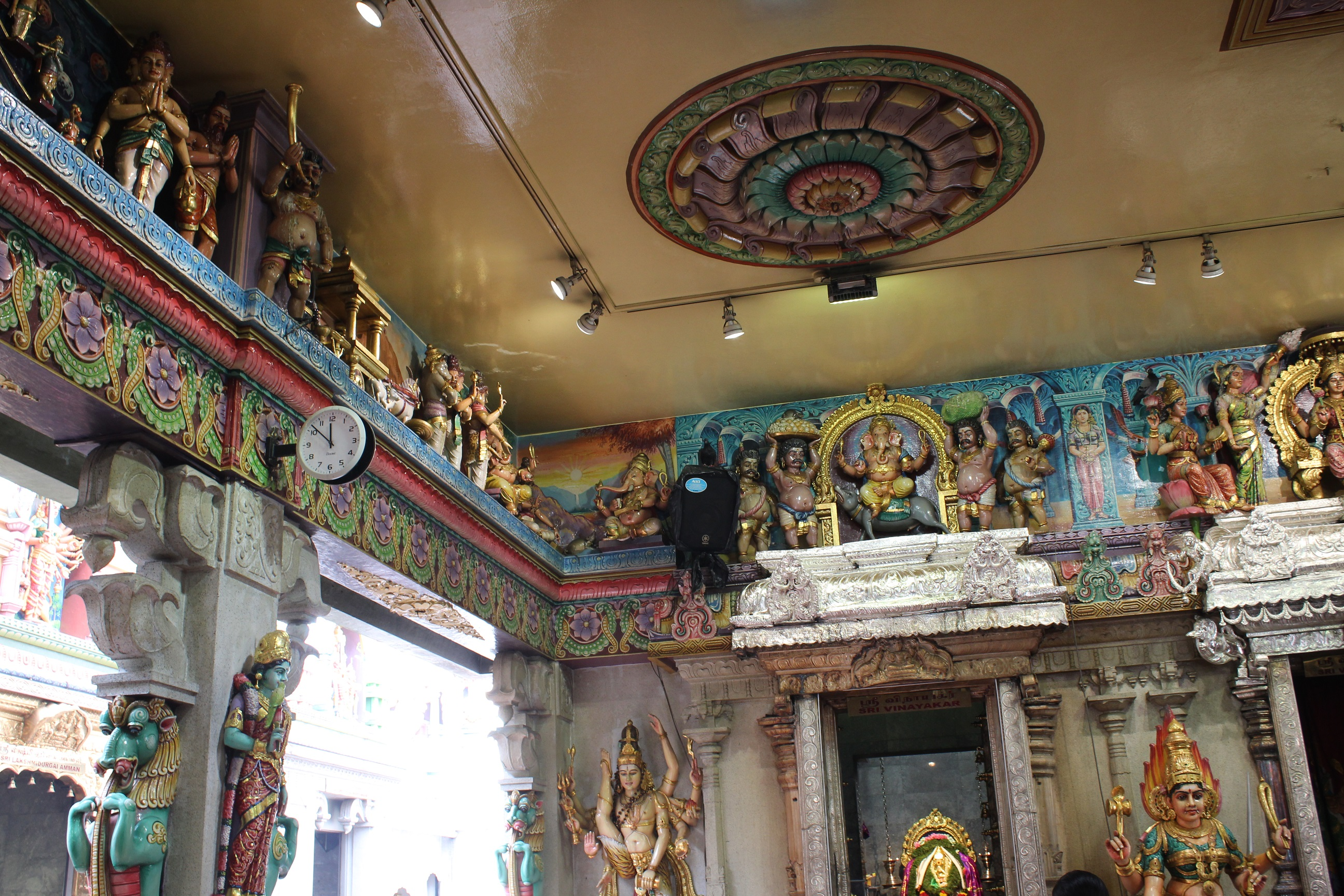
Interiér chrámu

Několik návrhů z počátku 19. století, na kterém místě by chrám měl být založen, bylo zavrženo, mimo jiné i Telok Ayer Street, tehdy pobřežní třída (poblíž místa, kde byl později postaven Telok Ayer Basin); důvodem byl nedostatek čertvé pitné vody, důležité pro hinduistické rituály. Nakonec byl vybrán pozemek v dnešní South Bridge Road, blízko kanálu, kde se nacházela kaple “Kling Chaple”.
Chrám byl založen v roce 1827 na podnět vládního úředníka Naraina Pillai (také známého jako Narayana Pillay) z Penangu, který přišel do Singapuru v roce 1819, a s podporou přistěhovalců, zejména z provincie Nákappattinam a Cuddalore v Tamil Nadu. První jednoduchá konstrukce sestávala ze dřeva a střešní krytina z palmových listů palmy nipa.

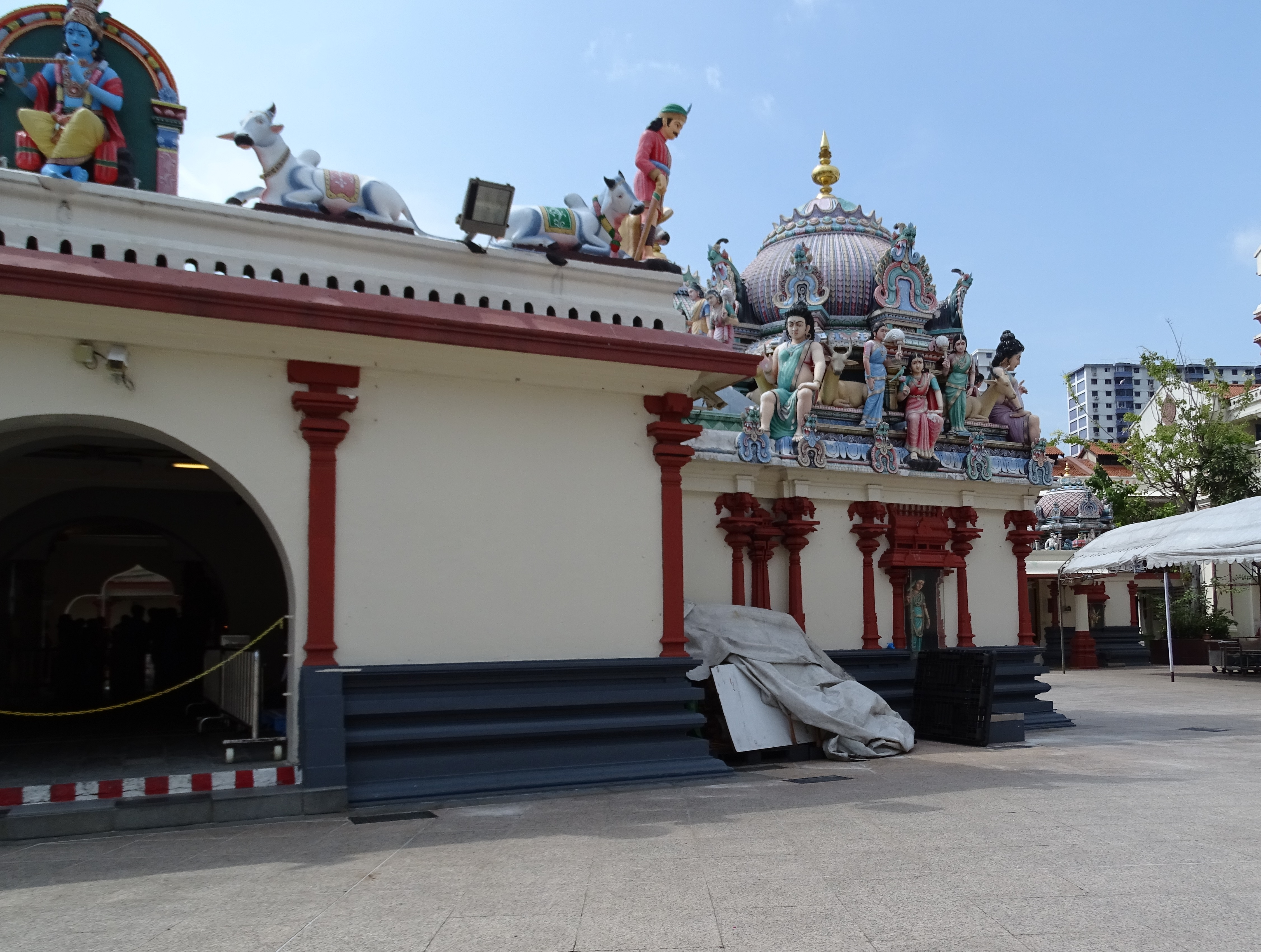
Chrám Sri Mariamman, detail

Po roce 1831 mohl být pozemek chrámu zvětšen díky darům, a také byla provedena různá vylepšení chrámu: došlo k postupné přestavbě chrámu z cihel. První stavba z tohoto stavebního materiálu pochází z roku 1843, většina z nich je pak zpravidla datována do roku 1862/63. Původní třípodlažní gopura, věž s branou u vchodu do chrámu, byla v roce 1925 nahrazena pětipodlažní věží.
Podle hindské tradice mají být chrámy renovovány a znovu zasvěceny každých 12 let. První obřad tohoto druhu se konal v chrámu Sri Mariamman v roce 1936, poslední byl v roce 2010. Za tímto účelem byli s prací pověřeni řemeslníci a umělci z jižní Indie. V roce 2010 restauroval četné sochy chrámu tým 20 umělců.

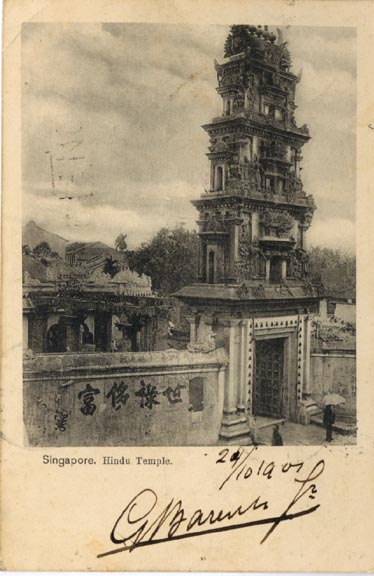
Původní třípodlažní gopura (kolem roku 1901)

V chrámu je slaven každoroční hindský festival Firewalking na počest Draupadi, který je považován za inkarnaci Mariammana, tzv. Thimithi (také Theemithi); festival je spojen s různými rituály.